# Коса (оруђе)
Коса је ручни пољопривредни алат за кошење траве и житарица. Коса је настала у античко доба и дуго је била најважнији алат за кошење. Током миленијума добила је најразличитије облике.

## Коса за кошење траве
Коса за кошење траве се обликовала у складу са потребама. Косцу је потребна другачија коса на равној ливади, на стрмој падини и другачија за детелину него за високу траву са јаким стабљикама. Дужина косе је између 40 и 120 цм те је у извесном односу с углом што га чине коса и косиште (или косило зависно од краја) Што је дужа коса тим више мора бити угао затворен. У западној Србији и другим деловима Балкана користи се коса са краћим косилом које има два рукохвата док се у централној Србији користе косе са дужим косилом и једним рукохватом

## Косидба
При кошењу већих површина редовно се организовала косидба, рад више косача, било на мобу (рад који се враћа у раду) или плаћено. На овај начин се економисало са радном снагом, али и свим осталим ресурсима, да би се посао завршио за дан или у што краћем времену, уколико је могуће.
Увођењем механизације је косидба постала непотребна, али су после извесног времена туристички предузетници почели организовати косидбе као догађаје туристичког карактера где се поред такмичења у брзини слагања откоса дешавају и друге, најчешће фолклорне представе.
У Србији је најпознатија „Косидба на Рајцу“, манифестација на којој се надмећу косачи из Србије, али и из других земаља. Читава манифестација обично траје два-три дана а сама косидба се одржава прве недеље после Петровдана и победник добија Златну косу као награду. Место одржавања је планинска област Рајац у општини Љиг.
Поред ове се одржавају и друге косидбе:
у Србији: „Косидба на Плавинцу“ код Смедерева, „Косидба на Маровцу“ код Медвеђе, „Крајишки откос“ код Земуна,
у Републици Српској: „Дани косидбе Балкана“ код Мркоњић Града, „Прва коса Грмеча“ у Смољани код Босанског Петровца, „Дани косидбе на Романији“ код Сокоца,
У Црној Гори: „Прва коса Црне Горе“ на Косаници код Пљеваља.

## Употреба

### Оштрење
Резна ивица напетог сечива косе одржава се повременим откивањем праћеним честим брушењем. Откивање реформише савитљиву ивицу ударањем. Сврха овог задатка је да се направи жељени профил ивица, да се метал локално обради и очврсне и да се уклоне мање огреботине и удубљења. За кошење ситне траве, угао нагиба може бити изузетно фино нагнут, док се за грубљи рад ствара већи угао да би се добила робуснија ивица. За откивање је потребна одређена вештина и врши се помоћу чекића за откивање и специјалних наковања или коришћењем алатке за откивање. Историјски гледано, станица за откивање је била постављена на ивици поља током жетве, али сада вероватније да обитава у радионици.
У примеру испод, кратка оштрица косе, која се користи за чишћење драче, се оштри. Пре него што се користи у шуми, сечиво се откива у радионици: ово реформише савитљиви челик да би се направио профил ивице који се затим може брусити. Откивање се врши само повремено; колико често зависи од тврдоће челика и природе посла. Приказано аустријско сечиво користи се за сечење шибљака са чврстим стаблом и откива се на сваких тридесет сати рада. Зарези и белези на ивици сечива се обично могу уклонити са сечива откивањем и формирањем новог профила ивице за брушење.
Овде се користи алатка за откивање, али сечива се могу слободно откинути коришћењем различитих дизајна наковња за откивање. Приказани угаоник има две измењиве капице које постављају различите углове: груби угао се прво поставља око 3 mm уназад од ивице, а фини угао се затим поставља на ивицу, остављајући ивицу која се лако бруси. Сечиво се затим бруси коришћењем прогресивно финијег камена за брушење и затим се носи на поље. У пољу сечиво се бруси финим, јајоликим брусом (или гуменим), ситнозрним за траву, крупнијим за житарице. Брушење се изводи у тренутку када косач осети да је ивица истрошила; ово може бити сваких пола сата или више у зависности од услова. Овде приказани ламинирани камен за брушење има два степена камена и носи се на поље у футроли напуњеној водом на појасу. Оштрица се поставља на спољашњој страни сечива тако што се сечиво помера изнутра; неравнине се затим скидају лаганим додиривањем споља. Постоји много мишљења, регионалних традиција и варијација о томе како се то тачно ради; неке источноевропске земље су чак поставиле оштрицу изнутра.
- Наковањ за откивање. Обратите пажњу на две капице означене бојама.
- Отварање оштрице косе помоћу шаблона
- Типичан јајолики камен за брусење који је натопљен водом наквашеним омотачем
- Постављање ивица на спољашњој страни сечива брушењем са унутрашње стране
- Уклањање ивица са спољашње стране оштрице брушењем споља
- Завршено сечиво
- Слика са жетве ражи из 1945. године, која приказује веома дугачко сечиво које се бруси на послу.
- Уклањањем ивица на спољној страни, која је спремна за поновно кошење

### Акција кошења
- 1. Почетак замаха након искорака напред у откос. Косидба ражи 1945. године
- 2. Замах улево у рез и продубљивање откоса
- 3. Завршетак потеза и депоновање на гомили са леве стране

## Историја
Претпоставља се да косе потичу још од око 5000. п. н. е.; изгледа да су коришћени још од доба насеља Кукутени–Трипиље, постајући широко распрострањене са развојем пољопривреде. Првобитно коришћене углавном за кошење сена, до 16. века су замениле српове за жетву усева, пошто је коса била ергономски боља, а самим тим и ефикаснија. Око 1800. житна колевка је понекад додавана стандардној коси када се косило жито; колевка је била додатак лаких дрвених полуга изнад сечива косе којима су се држале стабљике зрна поравнатим и главе заједно да би се олакшало сакупљање и вршидба. У развијеном свету, коса је у великој мери замењена моторном косилицом и комбајном. Међутим, коса је остала у уобичајеној употреби дуги низ година након увођења машина, јер косилица са бочно монтиранима полугама – било на коњској или тракторској вучи – није могла да коси испред себе, и косе су и даље биле потребне за отварање ливада тако што би се очистио први откос како би механичка косачица могла да почне с радом.
Речник грчких и римских старина сер Вилијама Смита тврди да су косу, познату на латинском као falx foenaria, за разлику од српа, falx messoria, користили стари Римљани. Према старогрчкој митологији, Геја – грчка богиња и мајка Титана – дала је срп направљен од најјачег метала свом најмлађем сину Хрону, који је такође најмлађи међу Титанима и бог жетве, да би настојио да се освети њеном мужу Урану због мучења њихових старијих синова. Персонификација смрти се често приказује како носи или држи косу. Према Џеку Хереру и Flesh of The Gods (Ембоден, В. А. млађи, Прејгер Прес, Њујорк, 1974), древни Скити су узгајали конопљу и убирали је ручном жетелицом која се може сматрати косом.
Абидејлски Индустријски Хамлет у Шефилду, Енглеска, је музеј предмета за откивање коса који је био у функцији од краја 18. века до 1930-их. Ово је био део бившег округа за прављење коса у северном Дербиширу, који се простирао до Екингтона. Међу другим енглеским окрузима за прављење коса је онај око Белбротона.

## У националним културама
Коса је и даље незаменљив алат за пољопривреднике у земљама у развоју и на планинским теренима.
У Румунији, на пример, у планинском пределу трансилванијских планина Апушени, косидба је веома важна годишња активност, за коју је потребно око 2–3 недеље да се заврши за регуларну кућу. Како је кошење заморна физичка активност и релативно ју је тешко научити, фармери помажу једни другима формирањем тимова. После свакодневне жетве, фармери често славе тако што приређују малу гозбу на којој играју, пију и једу, пазећи да буду у форми за напоран рад следећег дана. У другим деловима Балкана, као на пример у српским варошима, одржавају се такмичења у кошењу где победник добија малу сребрну косу. У малим српским варишима, кошање се цени као део локалног фолклора, а победници пријатељских такмичења су богато награђени храном и пићем које деле са својим такмацима.
Међу Баскима такмичења у косидби су још увек популаран традиционални спорт, који се зове сегаларица (од шпанског глагола segar: косити). Сваки такмичар настоји да покоси дефинисану секцију одрасле траве пре него што његов ривал учини исто.
На Горичком се одржава међународно такмичење у кошењу на које долазе људи из Аустрије, Мађарске, Србије и Румуније, или чак из Азије да покажу свој културно јединствен начин жетве усева. Један јапанац је 2009. године представио дрвену алатку за жетву са металном ивицом, којом је показао како се сече пиринач. Био је импресиониран брзином локалних жетелаца, али је рекао да тако велика коса никада не би била применљива у Јапану.
Норвешка општина Хорниндал има три оштрице косе у свом грбу.
Године 2012, The Wall Street Journal је известио да су неки амерички власници кућа избегавали моторне косилице у корист коса, наводећи недостатак буке као и здравствене предности кошења косом као вида вежбања.

## Галерија
- Традиционална дрвена коса
- Коришћење косе
- Модерна коса позната у Европи
- Откивање косе